# ویکاس اوپال
ویکاس کومار «ویکی» اوپال (۱ ژانویهٔ ۱۹۸۶ – ۳۰ ژوئن ۲۰۰۷) شخصی بومی و ساکن هند بود که گفته می‌شود تا پیش از مرگ بر اثر عمل جراحی ناموفق تومور مغزی  در دهلی در ۳۰ ژوئن ۲۰۰۷، قدبلندترین مرد هند بود.
در ۱۲ ژانویهٔ ۲۰۰۴، نشریهٔ تریبون قد اوپال را که در اواخر دوران نوجوانی خود بود، معادل ۲٫۵۱ متر (۸ فوت ۳ اینچ) و رو به افزایش اعلام کرد.